# Milionia paradisea
Milionia paradisea là một loài bướm đêm trong họ Geometridae.